# Kingsley Suamataia
Kingsley Suamataia (Orem, 18 gennaio 2003) è un giocatore di football americano statunitense che milita nel ruolo di offensive tackle per i Kansas City Chiefs della National Football League (NFL).

## Carriera universitaria
Nell’unica stagione di Suamataia a Oregon nel 2021, disputò una sola partita. Il 26 ottobre fu riportato che aveva intenzione di cambiare istituto. Il 5 novembre Suamataia optò per trasferirsi alla Brigham Young University. Nel 2022 disputò 12 partite, tutte come titolare, non concedendo alcun sack agli avversari diretti. The Athletic e College Sports News lo inserirono nella seconda formazione Freshman All-American. Nel 2023 fu inserito nella seconda formazione ideale della Big 12 Conference.

## Carriera professionistica

### Kansas City Chiefs
Suamataia fu scelto nel corso del secondo giro (63º assoluto) del Draft NFL 2024 dai Kansas City Chiefs. Debuttò come professionista partendo come titolare nella vittoria per 27-20 sui Baltimore Ravens del primo turno. Nella sua prima stagione disputò 15 partite, di cui 2 come titolare.

## Palmarès
- American Football Conference Championship: 1

Kansas City Chiefs: 2024